# Oselce
Oselce település Csehországban, a Dél-plzeňi járásban. Oselce Životice, Nezdřev, Hradiště, Kasejovice, Chlumy, Mileč, Nekvasovy, Kvášňovice és Chanovice településekkel határos. Lakosainak száma 350 fő (2024. január 1.).

## Népesség
A település lakosságának változását az alábbi diagram mutatja:
| Lakosok száma | 1344 | 1227 | 1122 | 745  | 505  | 341  | 330  | 351  | 345  | 350  |
|               | 1869 | 1900 | 1921 | 1961 | 1980 | 2011 | 2016 | 2019 | 2021 | 2024 |